# Synagris huberti
Synagris huberti är en stekelart som beskrevs av Henri Saussure 1856. Synagris huberti ingår i släktet Synagris och familjen Eumenidae.

## Underarter
Arten delas in i följande underarter:
- S. h. bimaculata
- S. h. clypeata
- S. h. nigricans